# Ocotea obliqua
Ocotea obliqua là loài thực vật có hoa trong họ Nguyệt quế. Loài này được Vicent. mô tả khoa học đầu tiên năm 2000.